# 2020年東京オリンピックのオーストリア選手団
2020年東京オリンピックのオーストリア選手団(2020ねんとうきょうオリンピックのオーストリアせんしゅだん、独: Olympiamannschaft von Österreich bei den Olympischen Tokio-Spiel 2020)は、2021年7月23日から8月8日にかけて日本の首都東京で開催された2020年東京オリンピックのオーストリア選手団、およびその競技結果。

## メダル
| メダル | 選手名                         | 競技                 | 種目               | 日付    |
| ------ | ------------------------------ | -------------------- | ------------------ | ------- |
| 金     | アンナ・キーゼンホファー       | 自転車               | 女子ロードレース   | 7月25日 |
| 銀     | ミヒャエラ・ポレレス           | 柔道                 | 女子70kg級         | 7月28日 |
| 銅     | シャミル・ボルチャシビリ       | 柔道                 | 男子81kg級         | 7月27日 |
| 銅     | マクダレナ・ロブニヒ           | ボート               | 女子シングルスカル | 7月30日 |
| 銅     | ルーカス・バイスハイディンガー | 陸上                 | 男子円盤投         | 7月31日 |
| 銅     | ベッティナ・プランク           | 空手                 | 女子組手55kg級     | 8月5日  |
| 銅     | ヤコプ・シューベルト           | スポーツクライミング | 男子複合           | 8月5日  |

## 種目別選手・スタッフ名簿及び成績

### 射撃
- 1名[1]